# Force de protection des Nations unies
La Force de protection des Nations unies (FORPRONU, UNPROFOR en anglais) a été créée initialement en tant qu'opération provisoire visant à créer les conditions de paix et de sécurité nécessaires à la négociation d'un règlement d'ensemble des guerres de Yougoslavie.
La FORPRONU avait pour mandat de veiller à ce que les trois zones protégées par les Nations unies (ZPNU) en Croatie soient démilitarisées et à ce que la crainte d'une attaque armée soit épargnée à toutes les personnes y résidant. L’IFOR a succédé à la FORPRONU, à compter du 20 décembre 1995, après les accords de Dayton.

## Historique
C'est le 21 février 1992 que le conseil de sécurité des Nations unies adopte à l'unanimité la résolution numéro 743 et l'envoi de forces dans les trois enclaves serbes de Croatie de Krajina, Slavonie occidentale (en) et Slavonie orientale,. 14 000 hommes sont envoyés, dont 11 000 soldats.
En 1992, son mandat a été élargi et elle est chargée de surveiller certaines autres zones de Croatie appelées zones roses, de contrôler l'entrée des civils dans les ZPNU, d'exercer des fonctions en matière d'immigration et de douanes aux lignes de démarcation des ZPNU lorsque celles-ci coïncidaient avec les frontières internationales, de surveiller la démilitarisation de la péninsule de Prevlaka et de contrôler le barrage de Peruca, situé dans l'une des zones roses. En outre, la FORPRONU contrôle le respect d'un accord de cessez-le-feu signé par le gouvernement croate et les autorités serbes locales, en 1994, à la suite d'une intensification des combats en janvier et en septembre 1993.

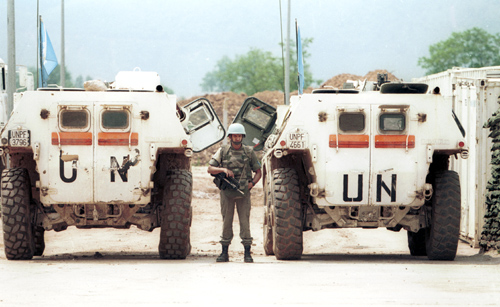
Militaire français de la FORPRONU sur l’aéroport de Sarajevo.

En juin 1992, le conflit s'étant intensifié et ayant gagné la Bosnie-Herzégovine, le mandat de la FORPRONU est élargi et ses effectifs renforcés, afin qu'elle veille à la sécurité de l'aéroport de Sarajevo, en assure le fonctionnement et permette l'acheminement de l'aide humanitaire dans la ville et ses environs. En septembre 1992, son mandat est une nouvelle fois élargi afin qu'elle appuie les efforts du Haut Commissariat des Nations unies pour les réfugiés visant à acheminer les secours humanitaires dans toute la Bosnie-Herzégovine et qu'elle protège les convois de prisonniers civils libérés si le Comité international de la Croix-Rouge lui en fait la demande. En outre, la FORPRONU contrôle le respect de l'interdiction des vols militaires dans l’espace aérien de la Bosnie-Herzégovine et suit la situation dans les zones de sécurité instaurées par le Conseil de sécurité autour de cinq villes bosniaques et de Sarajevo. Elle est autorisée à se défendre en recourant à la force en cas d'attaque de ces zones et à coordonner son action avec celle de l’Organisation du traité de l'Atlantique nord (OTAN) si elle recourt à la force aérienne dans le cadre de l'opération Deny Flight. Ces arrangements sont ensuite étendus au territoire croate.
En décembre 1992, la FORPRONU a été déployée en Macédoine du Nord pour y surveiller l'évolution de la situation et signaler tout événement survenant dans les zones frontalières qui pourraient saper la confiance et la stabilité dans la République et en menacer le territoire.
La bataille de Saraci-Kalesija, livrée le 29 avril 1994, est l'un des nombreux accrochages auxquels est confrontée la FORPRONU.
La FORPRONU a également surveillé la mise en place d'un accord de cessez-le-feu signé par le Gouvernement bosniaque et les Croates de Bosnie en février 1994. En outre, la FORPRONU a surveillé les arrangements de cessez-le-feu négociés entre le Gouvernement bosniaque et les forces serbes de Bosnie, entrés en vigueur le 1er janvier 1995.
Le 31 mars 1995, le Conseil de sécurité a décidé de restructurer la FORPRONU et de la remplacer par trois opérations de maintien de la paix distinctes mais reliées entre elles, en Bosnie, en Croatie et en Macédoine du Nord.
Son quartier général était à Zagreb (Croatie). Ses effectifs en mars 1995 étaient de 38 599 militaires, y compris 684 observateurs militaires des Nations unies, plus 803 policiers civils, 2 017 autres civils recrutés sur le plan international et 215 agents locaux.
167 membres de la FORPRONU dont 52 français ont été tués pendant ses opérations, notamment lors du combat du pont de Vrbanja, et 700 ont été blessés. Un total de 116 militaires français sont morts en ex-Yougoslavie selon un rapport d'octobre 2011.

## Commandement
- Lieutenant-General Satish Nambiar (en) (Inde), de mars 1992 à mars 1993
- Lieutenant-General Lars-Eric Wahlgren (en) (Suède), de mars 1993 à juin 1993
- Général Jean Cot (France), de juillet 1993 à mars 1994
- Général Bertrand de Sauville de La Presle (France), de mars 1994 à mars 1995
- Général de corps d'armée Bernard Janvier (France), de mars 1995 à janvier 1996

Principaux officiers généraux, secteur de Sarajevo :
- Major-General Lewis MacKenzie (Canada) de juin à octobre 1992
- Général Philippe Morillon (France) d'octobre 1992 à juillet 1993
- Lieutenant-General Francis Briquemont (en) (Belgique) du 12 juillet 1993 au 17 janvier 1994
- Lieutenant-General Sir Michael Rose (Grande-Bretagne) du 17 janvier 1994 au 25 février 1995
- Lieutenant-General Rupert Smith (Grande-Bretagne) du 25 février au 31 mars 1995

## Décoration

Ruban de la médaille commémorative de la FORPRONU.